# 三星Galaxy J6+
三星Galaxy J6+是由韓國三星電子製造的一款Android智慧型手機，於2018年5月發表，6月上市。三星Galaxy J6+ 運行基於Android 8.0 Oreo作業系統的Grace UX介面。這台智慧型手機搭載了採用28nm製程整合的高通Snapdragon 425 ，GPU  Adreno 308 、4 GB的記憶體和64GB儲存空間組成，最大可以擴充到512 GB的MicroSD記憶卡，可支援上4G+4G雙卡雙待，電池為不可拆卸式3300mAh，跟上一代三星Galaxy J7 Pro一樣為三卡槽。

## 外部連結
- 官方网站